# Ducats de Catalunya

Corona heràldica de duc

El ducat és la dignitat més alta que tradicionalment s'ha concedit a Catalunya.
Existeixen actualment 5 ducats concedits amb denominació de Catalunya o concedits a un català sobre el seu cognom o un fet o batalla heroica en que participés.
En un principi, es concedien ducats només a membres de la família reial de Barcelona-Aragó. El ducat de Girona, més tard elevat a principat, creat el 1351 per Pere el Cerimoniós, per al seu fill i hereu el futur rei Joan el Caçador i el ducat de Montblanc, concedit per aquest mateix rei el 1387 per al seu germà i futur rei Martí l'Humà. Ambdós títols són usats actualment per l'hereu de la Corona d'Espanya.
El primer ducat concedit fora de la família reial és el de Cardona, creat per Ferran el Catòlic el 1482 per a Joan Ramon Folc IV de Cardona. També forma part del grup de títols que van rebre la grandesa d'Espanya per primer cop, el 1520 a la coronació de l'emperador Carles I, que la va atorgar només als títols més importants d'Espanya. Es diu que aquests títols tenen grandesa immemorial.

## Tractament
Els ducs i duquesses, com a grans d'Espanya, tenen el tractament d'Excel·lentíssim Senyor. Els seus fills primogènits gaudeixen del mateix tractament, mentre que els altres fills tenen el d'Il·lustríssim Senyor. Els consorts i vidus (que no tornin a casar-se) d'un duc, gaudeixen de la mateixa dignitat i tractament. Per evitar confusions, es pot afegir la paraula consort o vidu/vídua al mig del títol (exemple: duquessa vídua de Cardona o duc consort dels Castillejos).
| Posició                       | Nom oficial                        | Salutació escrita        | Salutació oral   |
| ----------------------------- | ---------------------------------- | ------------------------ | ---------------- |
| Duc                           | Excm. Sr. Duc de Barcelona         | Excel·lentíssim Senyor   | Senyor Duc       |
| Fill primogènit d'un duc      | Excm. Sr. Joan Ferrer i Ferrer     | Excel·lentíssim Senyor   | Senyor           |
| Fill no primogènit d'un duc   | Il·lm. Sr. Joan Ferrer i Ferrer    | Il·lustríssim Senyor     | Senyor           |
| Duquessa                      | Excma. Sra. Duquessa de Barcelona  | Excel·lentíssima Senyora | Senyora Duquessa |
| Filla primogènita d'un duc    | Excma. Sra. Joana Ferrer i Ferrer  | Excel·lentíssima Senyora | Senyora          |
| Filla no primogènita d'un duc | Il·lma. Sra. Joana Ferrer i Ferrer | Il·lustríssima Senyora   | Senyora          |

## Llista de ducats
| Títol                    | Concessió | Grandesa d'Espanya | Escut d'armes | Titular                                                                | Notes                                                                                         |
| ------------------------ | --------- | ------------------ | ------------- | ---------------------------------------------------------------------- | --------------------------------------------------------------------------------------------- |
| Ducat de Cardona         | 1482      | 1520               |               | Casilda Guerrero-Burgos i Fernández de Córdoba, XX duquessa de Cardona | Primera Duquessa de Catalunya                                                                 |
| Ducat d'Almenara Alta    | 1830      | 1830               |               | Francisco de Borja Soto i Moreno-Santamaría, IX duc d'Almenara Alta    | Francisco Soto ha solicitad la successió al títol, però encara no n'és propietari de ple dret |
| Ducat dels Castillejos   | 1871      | 1871               |               | Blanca Muntadas-Prim i Desvalls, V duquessa dels Castillejos           |                                                                                               |
| Ducat de Prim            | 1871      | 1871               |               | María de los Ángeles Muntadas-Prim i Lafita, V duquessa de Prim        |                                                                                               |
| Ducat de la Seu d'Urgell | 1891      | 1891               |               | Arsenio Vilallonga y Martínez de Campos, IV duc de la Seu d'Urgell     |                                                                                               |